# Cristiana Bortolotti
Cristiana Bortolotti (Lavis, 19 ottobre 1938) è un'ex schermitrice italiana, specializzata nel fioretto. Ha vinto una medaglia d'oro ai Campionati mondiali di scherma.

## Palmarès
In carriera ha ottenuto i seguenti risultati:
Mondiali
Individuale
A squadre
- Oro nel fioretto a Parigi 1957

Universiadi
Individuale
A squadre
- Bronzo nel fioretto ad Torino 1959